# Simion Budușan
Simion Budușan (n. 1888, Mociu, județul Cluj – d. 6 februarie 1934, Mociu, județul Cluj) a fost un deputat în Marea Adunare Națională de la Alba Iulia, organismul legislativ reprezentativ al „tuturor românilor din Transilvania, Banat și Țara Ungurească”, cel care a adoptat hotărârea privind Unirea Transilvaniei cu România, la 1 decembrie 1918 :p. 63 .

## Biografie
A fost plugar și om de serviciu la Judecătoria din Mociu :p. 63 .

## Activitatea politică

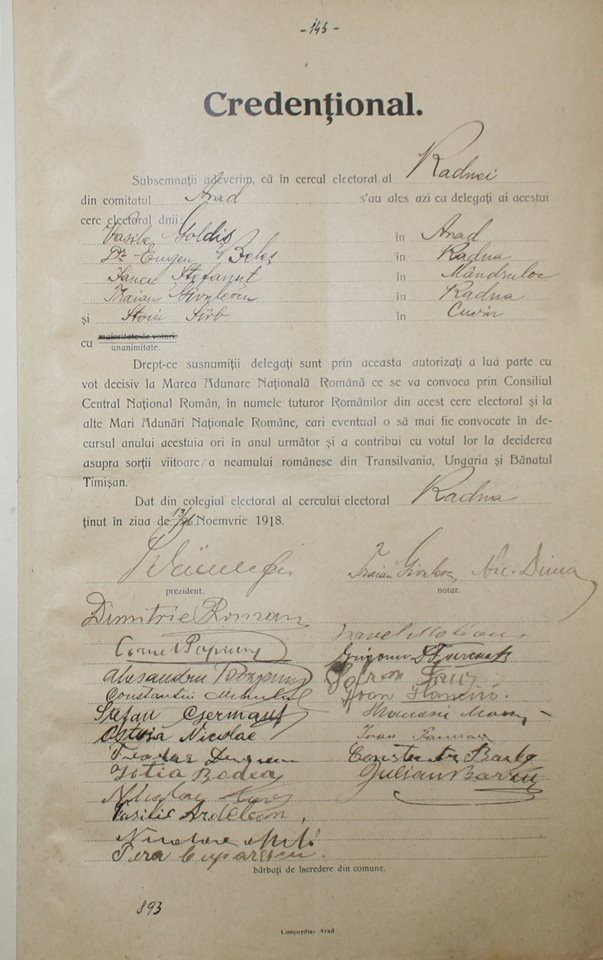
Credențional

Ca deputat în Adunarea Națională din 1 decembrie 1918 a fost delegat al Cercului electoral Cojocna :p. 166.